# Huttrisch
Huttrisch (czytaj: hutrisz) – dialekt języka niemieckiego, używany w społecznościach protestanckiej grupy religijnej huterytów, przede wszystkim w Stanach Zjednoczonych i Kanadzie (także w trzech osadach huteryckich w Japonii i Nigerii). Liczbę użytkowników tego dialektu ocenia się na 49 000.
Huttrisch pochodzi z dialektu południowobawarskiego, używanego w Tyrolu (obecnie niemal wymarłego w Europie). Zachował się w społecznościach huteryckich, ulegając modyfikacjom, głównie pod wpływem standardowego języka niemieckiego, który jest w tych społecznościach jedynym językiem literackim. Dzieci huteryckie uczą się huttrisch jako języka ojczystego, którym posługują się tylko w mowie. W szkole (obowiązkowej do 15 roku życia) uczą się języka niemieckiego, który jest językiem Biblii i literatury religijnej, a także języka angielskiego, który jest mało używany, mimo faktu przebywania huterytów od 140 lat w otoczeniu anglojęzycznym (na skutek doktrynalnego izolacjonizmu tej grupy religijnej).